# Coppa Italia Primavera de 2018–19
A Coppa Italia Primavera de 2018–19, oficialmente chamada de Primavera TIM Cup (por questões de patrocínio),, é a quadragésima sétima edição dessa competição de futebol masculino entre as equipes sub-19 inscritas no Campionato Primavera 1 de 2018–19 e Campionato Primavera 2 de 2018–19. O torneio iniciou em 26 de setembro de 2018 e término em 12 de abril de 2019.  O Torino é o atual detentor do título.

## Fórmula de disputa
Todas as fases da Coppa Italia Primavera de 2018–19 ocorrem no sistema "mata-mata": preliminar (primeira e segunda fase); oitavas de final; quartas de final; semifinais; final. Na primeira e segunda fase preliminar, nas oitavas de final e quartas de final, os dois time se enfrentam em jogo único. As semifinais e a final acontecem em dois jogos, onde cada equipe tem o mando de campo em uma das partidas. O vencedor, time com maior saldo na soma dos placares, avança para próxima fase, até o jogo decisivo, a final da Coppa Italia Primavera. No caso de empate no final do tempo regulamentar, teremos prorrogação e, caso persista o empate, teremos a disputa por pênaltis.
As 39 equipes participantes entram na competição em três momentos sucessivos:
- 30 (trinta) a partir da primeira fase preliminar;
- 1 (uma) a partir da segunda fase preliminar;
- 8 (oito) a partir das oitavas de final.[2]

Os critérios adotados para determinar a posição de cada equipe na tabela da competição são os seguintes:
| Posição | Equipes e critérios |
| ------- | --- |
| 1–8     | 8 equipes: a equipe campeão da Coppa Italia Primavera de 2017–18 e as sete outras equipes mais bem colocadas na classificação final do Campionato Primavera TIM 1 de 2017–18. Entram diretamente nas oitavas de final, onde enfrentam os vencedores da segunda fase preliminar.                                             |
| 9       | 1 equipe: o nono colocado do Campionato Primavera TIM 1 de 2017–18 (Trofeo Giacinto Facchetti). Entra na segunda fase preliminar e alia-se às 15 equipes que avançaram da primeira fase preliminar. |
| 10–39   | São as demais equipe da temporada de 2018–19. As posições dentro da tabela de jogos são atribuídos através de sorteio no âmbito de 3 grupos de 8 equipes e 1 grupo de seis, cuja composição é determinada com base em critérios geográficos e na distribuição igualitária entre equipes da Serie A e Serie B em cada grupo. |

## Participantes
| Clube                  | Pos.                   |
| Campionato Primavera 1 | Campionato Primavera 1 |
| ---------------------- | ---------------------- |
| Torino                 | 1                      |
| Internazionale         | 2                      |
| Fiorentina             | 3                      |
| Atalanta               | 4                      |
| Juventus               | 5                      |
| Roma                   | 6                      |
| Milan                  | 7                      |
| Chievo                 | 8                      |

| Clube                  | Pos.                   |
| Campionato Primavera 1 | Campionato Primavera 1 |
| ---------------------- | ---------------------- |
| Genoa                  | 9                      |

| Clube                  | Pos.                   |
| Campionato Primavera 1 | Campionato Primavera 1 |
| ---------------------- | ---------------------- |
| Cagliari               | 10                     |
| Udinese                | 15                     |
| Empoli                 | 22                     |
| Sassuolo               | 24                     |
| Sampdoria              | 28                     |
| Napoli                 | 34                     |
| Palermo                | 38                     |

| Clube                  | Pos.                   |
| Campionato Primavera 2 | Campionato Primavera 2 |
| ---------------------- | ---------------------- |
| Bologna                | 11                     |
| Venezia                | 12                     |
| Cittadella             | 13                     |
| Brescia                | 14                     |
| Padova                 | 16                     |
| Hellas Verona          | 17                     |
| Livorno                | 18                     |
| Perugia                | 19                     |
| Ascoli                 | 20                     |
| Salernitana            | 21                     |
| Pescara                | 23                     |
| Frosinone              | 25                     |
| Spezia                 | 26                     |
| Cremonese              | 27                     |
| Parma                  | 29                     |
| Carpi                  | 30                     |
| SPAL                   | 31                     |
| Cosenza                | 32                     |
| Foggia                 | 33                     |
| Benevento              | 35                     |
| Lecce                  | 36                     |
| Crotone                | 37                     |
| Lazio                  | 39                     |

## Primeira fase preliminar
Os jogos da primeira fase preliminar foram disputados em 25, 26 de setembro e 13 de outubro de 2018:
| Equipe 1               | Resultado        | Equipe 2      |
| ---------------------- | ---------------- | ------------- |
| 25 de setembro de 2018 |                  |               |
| Padova                 | 0 – 2            | Hellas Verona |
| 26 de setembro de 2018 |                  |               |
| Cagliari               | 4 – 3            | Bologna       |
| Venezia                | 1 – 1 (3–5 pen.) | Cittadella    |
| Brescia                | 1 – 0            | Udinese       |
| Livorno                | 1 – 2            | Perugia       |
| Ascoli                 | 1 – 0            | Salernitana   |
| Empoli                 | 1 – 2            | Pescara       |
| Sassuolo               | 2 – 0 (pro.)     | Frosinone     |
| Spezia                 | 0 – 3            | Cremonese     |
| Sampdoria              | 1 – 0            | Parma         |
| Cosenza                | 1 – 1 (4–2 pen.) | Foggia        |
| Napoli                 | 3 – 0 (pro.)     | Benevento     |
| Lecce                  | 1 – 2            | Crotone       |
| Palermo                | 5 – 0            | Lazio         |
| 13 de outubro de 2018  |                  |               |
| Carpi                  | 2 – 2 (1–4 pen.) | SPAL          |

## Segunda fase preliminar
Os jogos da segunda fase preliminar aconteceram nos dias 30, 31 de outubro, 7 e  16 de novembro de 2018:
| Equipe 1               | Resultado    | Equipe 2      |
| ---------------------- | ------------ | ------------- |
| 30 de outubro de 2018  |              |               |
| Cagliari               | 2 – 0 (pro.) | Cittadella    |
| 31 de outubro de 2018  |              |               |
| Brescia                | 0 – 1        | Hellas Verona |
| Perugia                | 5 – 1        | Ascoli        |
| Sampdoria              | 0 – 3        | SPAL          |
| Cosenza                | 3 – 1        | Napoli        |
| Crotone                | 2 – 4        | Palermo       |
| 7 de novembro de 2018  |              |               |
| Genoa                  | 1 – 0        | Cremonese     |
| 16 de novembro de 2018 |              |               |
| Pescara                | 1 – 2        | Sassuolo      |

## Oitavas de final
A fase final começou a partir das oitavas de final, disputada em 18 e 19 de dezembro de 2018:
| Equipe 1               | Resultado        | Equipe 2      |
| ---------------------- | ---------------- | ------------- |
| 18 de dezembro de 2018 |                  |               |
| Milan                  | 1 – 3            | Hellas Verona |
| Atalanta               | 4 – 0            | Perugia       |
| Internazionale         | 6 – 2            | Palermo       |
| 19 de dezembro de 2018 |                  |               |
| Torino                 | 3 – 1            | Cagliari      |
| Roma                   | 3 – 0            | Sassuolo      |
| Juventus               | 2 – 1 (pro.)     | Genoa         |
| Fiorentina             | 3 – 1            | SPAL          |
| Chievo                 | 0 – 0 (2–4 pen.) | Cosenza       |

## Quartas de final
Os jogos das quartas de final foram disputados no dia 23 de janeiro de 2019:
| Equipe 1              | Resultado | Equipe 2      |
| --------------------- | --------- | ------------- |
| 23 de janeiro de 2019 |           |               |
| Internazionale        | 2 – 0     | Cosenza       |
| Atalanta              | 4 – 0     | Roma          |
| Fiorentina            | 4 – 3     | Juventus      |
| Torino                | 4 – 2     | Hellas Verona |

## Semifinais
As semifinais serão disputadas em partidas de ida e volta. Os jogos de ida ocorrem em 6 de fevereiro de 2019 e os da volta estão marcadas para ocorrerem em 6 de março de 2019:
| Equipe 1                                    | Total | Equipe 2   | 1.º jogo | 2.º jogo |
| ------------------------------------------- | ----- | ---------- | -------- | -------- |
| 6 de fevereiro de 2019 / 6 de março de 2019 |       |            |          |          |
| Atalanta                                    | 4 – 5 | Torino     | 4–3      | 0–2      |
| Internazionale                              | 1 – 3 | Fiorentina | 0–1      | 1–2      |

## Final
A grande decisão também ocorre em duas partidas. A partida de ida será disputada em 5 de abril de 2019, e a de volta em 12 de abril de 2019.
| Equipe 1 | Total | Equipe 2   | 1.º jogo | 2.º jogo |
| -------- | ----- | ---------- | -------- | -------- |
| Torino   | 1 – 4 | Fiorentina | 0–2      | 1–2      |